# Hamani Diori

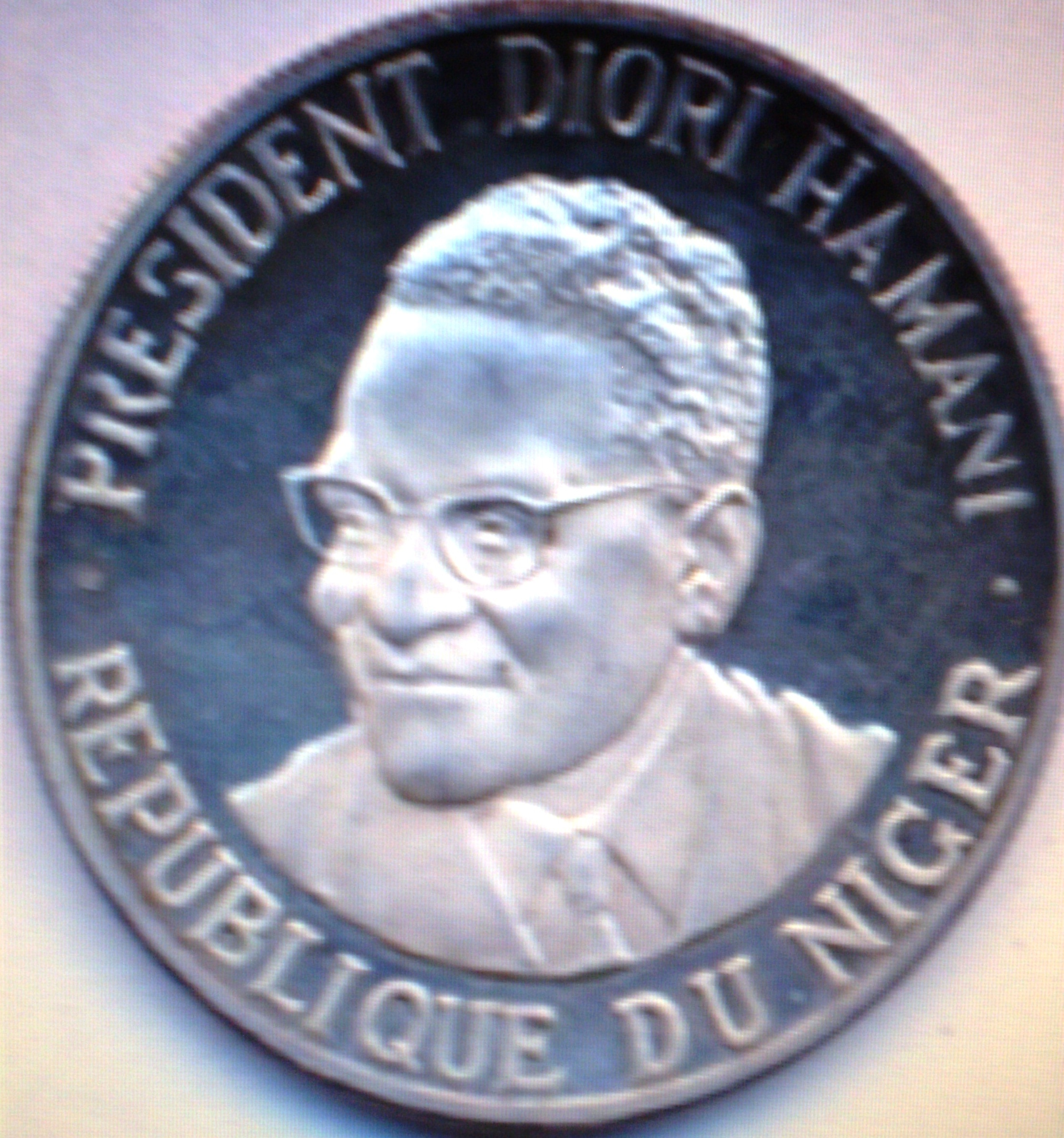
Hamani Diori på ett minnesmynt från 1960.

Alhaji Hamani Diori, född 6 juni 1916, död 23 april 1989, var en nigerisk politiker. Han grundade 1946 det politiska partiet Rassemblement Démocratique Africain (RDA), och var medlem av den franska nationalförsamlingen 1946-1951 och 1956-1958. Därefter var han premiärminister i Niger 1958-1960. När Niger blev självständigt 1960 valdes Diori till president, och han fungerade som president, utrikesminister och försvarsminister mellan 1960 och 1974. Han störtades vid en militärkupp och internerades, men släpptes 1984.